# Ackworth (Iowa)
Ackworth ist eine City im Warren County im Süden des US-Bundesstaates Iowa. Sie hatte bei der Volkszählung 2020 des US Census Bureau 115 Einwohner und liegt südlich von Des Moines, zu dessen Metropolregion sie gehört.

## Infrastruktur
Die Stadt hat Anschluss an den Iowa Highway 92. Ackworth besitzt einen Golfplatz, den Shady Oaks Golf Course.

## Demografie
Das Durchschnittsalter der Bürger von Ackworth liegt bei 38 Jahren, der Anteil der unter 18-Jährigen lag bei der Volkszählung im Jahr 2000 bei 23,5 %. Die Zensusbehörde ermittelte ferner, dass bei den über 18-Jährigen auf 100 Frauen – statistisch gesehen – 91,2 Männer kommen.
Das durchschnittliche Einkommen eines Haushalts liegt bei 32.500 US-Dollar, das mittlere Einkommen einer Familie liegt bei 38.438 Dollar. Männer verdienen im Schnitt 30.625 Dollar, Frauen bringen es dagegen auf durchschnittlich 26.875 Dollar. Das Pro-Kopf-Einkommen liegt bei 17.478 Dollar. 10,3 % der Einwohner sowie 6,5 % der Familien leben unterhalb der Armutsgrenze.
Die ethnische Zusammensetzung der Bevölkerung gliedert sich wie folgt (2000):
- 98,82 % Weiße
- 1,18 % andere

| Bevölkerungsentwicklung | Bevölkerungsentwicklung |
| Jahr                    | Einwohner               |
| ----------------------- | ----------------------- |
| 1990                    | 134                     |
| 1910                    | 119                     |
| 1920                    | 95                      |
| 1930                    | 82                      |
| 1940                    | 67                      |
| 1950                    | 95                      |
| 1960                    | 77                      |
| 1970                    | 111                     |
| 1980                    | 83                      |
| 1990                    | 66                      |
| 2000                    | 85                      |
| 2010                    | 83                      |
| 2020                    | 115                     |